# Chiesa delle Eremite
La chiesa delle Eremite (detta delle Romite) è un luogo di culto cattolico della città di Venezia, situato nel sestiere di Dorsoduro.

## Storia
La chiesa fa parte di un complesso già monastero delle Romite di S. Agostino, in cui oggi trova posto un convento femminile (intitolato a Santa Maria Immacolata) e un pensionato universitario gestito dalle Madri Canossiane. Fino oltre la metà del secolo scorso,vi erano ospitati ogni grado di istruzione, dalla scuola dell'infanzia alla scuola superiore. 

La chiesa,dedicata a Gesù, Giuseppe e Maria, fu edificata tra il 1693 e il 1694 su modello del Lambranzi, con ispirazione al presbiterio della chiesa del Redentore", chiesa votiva sulla riva della Giudecca.

## Descrizione
"Chiesa ad unica navata; di notevole fattura i due altari minori uno con la crocifissione e l'altro con la Madonna del Rosario. Per due anditi laterali all'altare maggiore si passa nella parte posteriore del coro monastico diviso dall'altare maggiore." Vi trovano posto la Madonna della Misericordia, opera del XV secolo in legno dorato, e un crocifisso ligneo di buona fattura. Le tele della chiesa raccontano la storia e i miracoli di Sant'Agostino. L'edificio sacro spicca per purezza di uno stile barocco armonioso ed elegante.